# 村田友紀
村田 友紀（むらた ゆき、1981年1月26日 - ）は、日本のタレント、フリーアナウンサー。

## 略歴
大分県日出町出身。18歳で福岡県に移住。現在は、㈱ノーメイク（No Make)に所属している。
2008年に温泉ソムリエの資格取得。
2011年結婚。　2012年　番組内で妊娠を報告。

## 主な出演

### テレビ番組
- アサデス。KBC（九州朝日放送、ニュースアシスタント・お天気）
- ふれ愛ふくおか県（テレビ西日本、レポーター）
- ナイトシャッフル（福岡放送、レポーター）
- 金曜トレビアン（福岡放送、レポーター）
- 気ままにLB（九州朝日放送、レポーター）
- とっても健康らんど（九州朝日放送、レポーター）
- WAO!（福岡放送、ナビゲーター）
- ばりすご☆ボイガー7（TVQ、レポーター）
- 九州だんじ（BSフジ、アシスタント）
- 堤信子のズバリリポート申し上げます（福岡放送）
- 夢見カフェ（九州朝日放送、レポーター）
- ゴックン食べある記（九州朝日放送、レポーター）
- お得にDON!（福岡放送、レポーター）
- 雷山の森（九州朝日放送、レポーター）
- 西へ南へ400キロ!（福岡放送、レポーター）
- 九州けいざいNOW（TVQ、レポーター）
- 発見!お菓子パラダイス〜"シュガーロード"味わい旅〜（NHK、レポーター）
- ドラマ　博多　はたおと（NHK）

### CM
- イオン
- 想夫恋
- クレラップ
- 日立
- マクドナルド
- 佐賀銀行
- 雲仙みかどホテル
- フレックスファミリー

### スチル
- JR（全国）
- 鹿児島銀行
- 外戸本
- イオン
- ベスト電器
- ドコモ
- 佐賀銀行
- まっぷる
- ハウステンボス